# Rubén Santiago
Rubén Santiago (Trujillo, 1943-9 de diciembre de 2021) fue un gastrónomo venezolano. Conocido por ser el creador del «pastel de chucho», plato icónico de la gastronomía venezolana a base de chucho pintado (Aetobatus narinari), al igual que otros platos emblemáticos de la Isla de Margarita, como la ensalada de catalana.

## Biografía
Para la fecha de su muerte, Santiago tenía más de cuarenta años residiendo en el estado Nueva Esparta, donde dirigía su restaurante La Casa de Rubén. En 2014 fue galardonado con el premio Armando Scannone 2014 en reconocimiento por su investigación, promoción y defensa de la gastronomía margariteña.